# Pointe-Fortune
Pointe-Fortune är en kommun i provinsen Québec i Kanada. Den ligger i regionen Montérégie, i den sydöstra delen av landet, 100 km öster om huvudstaden Ottawa.